# 石崎琴美
石崎琴美（日语：／ Ishizaki Kotomi，1979年1月4日—）出生於北海道帶廣市，是一名日本女子冰壺運動員。她是北見Loco Solare冰壺俱樂部的隊員。她曾參加2002年、2010年和2022年三屆冬季奧運。

## 外部連結
- ロコ・ソラーレ （页面存档备份，存于） （日語）